# Biscarrués
Biscarrués település Spanyolországban, Huesca tartományban. Biscarrués Ayerbe, Lupiñén-Ortilla, Ardisa, Murillo de Gállego és Santa Eulalia de Gállego községekkel határos. Lakosainak száma 187 fő (2024).

## Népesség
A település népessége az utóbbi években az alábbiak szerint változott:
| Lakosok száma | 228  | 232  | 217  | 234  | 223  | 209  | 195  | 182  | 191  | 187  |
|               | 2001 | 2004 | 2006 | 2009 | 2011 | 2014 | 2016 | 2019 | 2021 | 2024 |